# Frank Wolff (Schauspieler)
Frank Wolff, bürgerlich Walter Frank Hermann Wolff (* 11. Mai 1928 in San Francisco, Kalifornien; † 12. Dezember 1971 in Rom, Italien), war ein US-amerikanischer Schauspieler, der in vielen europäischen Filmproduktionen mitwirkte und besonders im Italowestern häufig vertreten war. 

## Beginn in den USA
Wolff wurde in San Francisco geboren. Seine Eltern waren beide deutscher Herkunft. Er begann seine Filmkarriere gegen Ende der 50er Jahre in TV-Serien und mit kleinen Spielfilmrollen, nachdem er zuvor an der UCLA mit zwei „Best Actor“-Titeln zu den erfolgreichsten Absolventen gehört hatte. Seine erste dem Umfang nach große Filmrolle bekam er in dem Horrorstreifen Beast from Haunted Cave des Regisseurs Monte Hellman, den er noch von der UCLA kannte. Infolgedessen wurde er auch von Roger Corman in zwei größeren Rollen besetzt (in Ski Troop Attack und Atlas). Dies sollten die einzigen drei in den USA gedrehten Filme bleiben, in denen Frank Wolff eine zentrale Rolle spielte.

## Übersiedlung nach Italien
Frank Wolff verließ die USA zu Beginn der 60er Jahre auf einen Rat besagten Cormans hin, mit dem er insgesamt bereits vier Filme gedreht hatte. Corman sah in Italien bessere Chancen für talentierte Schauspieler, die in den USA nur in B-Movies zum Einsatz zu kommen drohten. Darüber hinaus war Wolff insofern gebrandmarkt, als seine Eltern für linksorientierte Politik aktiv gewesen waren, was zur Zeit der McCarthy-Ära und kurz danach ein berufspolitisches Problem für Schauspieler darstellen konnte.
Bis zu seinem Tod war Frank Wolff von 1961 an fast ausschließlich in Filmen und Serien zu sehen, die auf europäischem Boden gedreht wurden, darunter auch einige wenige britische und/oder amerikanische Produktionen. Ausnahmen stellten nur Judith (in Israel gedreht), Heiß über Afrikas Erde (z. T. in/um Tripolis gedreht) und Exzess (z. T. in Los Angeles gedreht, wobei Frank Wolffs Szenen möglicherweise nicht dazu gehörten) dar.

## Image
Wolff erwarb sich innerhalb des italienischen Kinos einen ausgezeichneten Ruf und galt auch unter Kollegen als einer der besten Schauspieler des Italo-Kinos dieser Epoche. Unregelmäßig, aber bereits von Anfang an wurden ihm in Italien auch Hauptrollen übertragen. Mit Vorliebe drehte er kunstvoll inszenierte bis experimentelle Filme. Infolgedessen lehnte er auch eine Rolle in Für eine Handvoll Dollar ab, da der Italowestern und Sergio Leone seinerzeit noch namenlos bzw. gar nicht existent waren und das spätere Genre im Vorfeld des ersten Films nicht vielversprechend zu sein schien.
1968 wurde er von Leone dennoch für eine Nebenrolle als Farmer McBain in dessen Western-Klassiker Spiel mir das Lied vom Tod besetzt, die bis heute zu seinen bekanntesten Darstellungen gehört. Im selben Jahr verkörperte er zudem die Rolle des Sheriffs in Sergio Corbuccis Leichen pflastern seinen Weg.
In seinem vorletzten Film, Milano Kaliber 9, gelangen Frank Wolff und Luigi Pistilli, die in den konkurrierenden Rollen eines konservativen und eines linksorientierten Polizisten zu sehen sind, zwei derart bemerkenswerte schauspielerische Leistungen, dass sich der Regisseur Fernando Di Leo weigerte, ihre Szenen wesentlich zu kürzen, obwohl er sich der Tatsache bewusst war, dass die Nebenhandlung dadurch zeitweise sehr vordergründig geriet und die Aufmerksamkeit von der Haupthandlung ablenkte. Beide Schauspieler begingen später Selbstmord und bei beiden soll mangelnde künstlerische Anerkennung ein Grund dafür gewesen sein.
Charakteristisch für Wolffs Arbeit und vergleichsweise ungewöhnlich ist, dass er sehr häufig mit auffällig verschiedenen Frisuren auftrat. Ob nun mit Schnauzbart, Vollbart oder rasiert, mit roten, blonden, schwarzen oder grauen Haaren – je nach Rolle taten sich hier teilweise signifikante Unterschiede auf.
Auf einen bestimmten Typus war Wolff, entgegen mancher Gerüchte, schlussendlich nicht festgelegt, was er im Zuge seines schauspielerischen Vermögens weder nötig hatte noch infolge seines als gesichert geltenden relativ hohen künstlerischen Anspruchs auch nur annähernd für erstrebenswert erachtet haben dürfte. Er spielte zwar etliche Schurkenrollen, allerdings auch hinreichend anderweitige Parts.

## Privat
Es gibt kein Interview mit Wolff, das der Öffentlichkeit zugänglich wäre, sofern überhaupt Interviews überliefert sind. Auch „Making of“-Aufnahmen oder ähnliche Behind-the-Scenes-Eindrücke sind nicht bekannt. Das einzige Tondokument von Wolff, das ihn nicht in einer Filmrolle präsentiert, ist sein Off-Kommentar für die Dokumentation Western. Italian Style, an deren Produktion er auch maßgeblich beteiligt war.
Bekannt ist ferner, dass Wolff zum Zeitpunkt seines Todes oder zumindest bis kurz zuvor in einer Beziehung war, aber depressiv gewesen sein soll, da er offenbar von seiner Lebensgefährtin betrogen wurde. Je nach Quelle heißt es, sie sei mit seinem Agenten bzw. einem seiner Stuntmen durchgebrannt. In Einzelfällen ist auch von einer Ehe die Rede und davon, dass die Frau schwanger gewesen sei. Von einer schlüssigen Quellenlage ist allerdings nicht zu sprechen.
Wolff sprach aufgrund seiner Herkunft gebrochen Deutsch, was man im Film Lage hoffnungslos – aber nicht ernst hören kann. Der Schauspieler Robert Hoffmann bestätigte außerdem, dass sich Wolff auch im Alltag, wenn auch nur „schlecht und recht“, der Sprache mächtig erwies. Hoffmann ist mit Wolff in dem Film Exzess zu sehen und zog nach Wolffs Tod in dessen römisches Appartement.

## Tod
Frank Wolffs letzter Film war Toll trieben es die alten Germanen, eine Fortsetzung von Als die Frauen noch Schwänze hatten, in dem er bereits mitgewirkt hatte. Während der Dreharbeiten nahm er sich in seinem Appartement in einem Hilton-Hotel in Rom das Leben. Nach (so überlieferter) Aussage des Schauspielers Tony Anthony in einem Interview soll er sich nur einige Monate zuvor händeringend um eine Rolle in Blindman bemüht haben, die stattdessen von Ringo Starr übernommen wurde. Anthony schuldete Wolff indirekt einen Gefallen – da Wolff ihm seine erste Hauptrolle in Ein Dollar zwischen den Zähnen verschafft hatte –, weshalb Wolff ihn um Hilfe ersuchte. Gegen einen derart populären Konkurrenten wie Ringo Starr war Wolff den Produzenten aber nicht schmackhaft zu machen. Wolff zerstritt sich daraufhin mit Anthony. In einem späteren Interview machte Anthony deutlich, dass er bereue, sich nicht ausreichend um die Rolle für Wolff bemüht zu haben, da dieser dann heute vielleicht noch leben würde. Angeblich soll Wolff nicht nur wegen seiner Beziehung, sondern auch aus beruflichen Gründen Depressionen gehabt haben, die letztlich zum Suizid führten.
Die zweite Annahme ist jedoch umstritten, da Wolff im Italien der frühen 70er Jahre, Zeitgenossen zufolge, recht bekannt war und bis zu seinem Tod, u. a. in Hauptrollen, kontinuierlich vor der Kamera stand. Jedoch gilt es den Aspekt zu berücksichtigen, dass Wolff offenbar sehr viel Wert auf kunstvolle Filme legte, was plausibel erscheinen lässt, dass er mit seinem Werdegang in B- und sogar Trash-Filmen wie Als die Frauen noch Schwänze hatten, obwohl er seinen Lebensunterhalt auf diese Weise problemlos bestreiten konnte, möglicherweise sehr unzufrieden war.

## Synchronsprecher
Frank Wolffs häufigster Synchronsprecher war Arnold Marquis, der ihn in insgesamt mindestens fünf deutschen Fassungen synchronisierte, gefolgt von Herbert Weicker und Martin Hirthe, die jeweils auf mindestens drei Einsätze kommen. Ferner wurde er jeweils mindestens zweimal von Christian Rode und Alf Marholm sowie in der DDR von Hasso Billerbeck synchronisiert. Von seinen übrigen Sprechern ist bisher nur ein Einsatz belegt.

## Trivia
- Frank Wolff war der einzige Schauspieler, der sowohl mit Sergio Leone als auch Sergio Corbucci, Giuseppe Colizzi, Sergio Sollima, Giuliano Carnimeo und Enzo G. Castellari drehte und dabei jeweils Rollen von zentraler Bedeutsamkeit spielte. Diese Regisseure gehörten neben wenigen weiteren (wie etwa Tonino Valerii, Gianfranco Parolini oder Antonio Margheriti) allesamt zu den wichtigsten Vertretern des Italowesterns. Mit Sollima drehte Wolff allerdings keinen Western, sondern einen Agentenfilm.
- Nach Angaben des Regisseurs Sergio Corbucci soll es bei den Proben für Leichen pflastern seinen Weg zu einem sonderbaren Zwischenfall gekommen sein, als Klaus Kinski Wolff mehrfach beleidigte und unter anderem sagte, dass er nicht mit „dreckigen Juden“ wie ihm arbeite, was zu einer Prügelei zwischen den beiden führte, bei der Kinski den Kürzeren zog. In der Folge sollen die beiden während des kompletten Drehs nur vor der Kamera miteinander geredet haben. Später allerdings habe Kinski behauptet, dass die Aktion nur dem Zweck gedient habe, dass seine Figur Wolffs Sheriff im Film besonders verhasst wirkt. Kinski und Wolff agierten kurze Zeit darauf noch in einem weiteren Film zusammen, wo sie am Set, mangels gemeinsamer Szenen, aber nur wenig miteinander zu tun gehabt haben dürften.
- Wolff ist in den englischen Sprachfassungen seiner italienischen Filme zum Teil selbst zu hören.

## Filmografie
- 1959: Morgen bist du dran (The Wild and the Innocent) – Regie: Jack Sher
- 1959: Die Wespenfrau (The Wasp Woman)
- 1961: Wer erschoß Salvatore G.? (Salvatore Giuliano)
- 1962: Die vier Tage von Neapel (Le quattro giornate di Napoli)
- 1963: Die Unbezwingbaren (America, America)
- 1965: Lage hoffnungslos – aber nicht ernst (Situation Hopeless… But Not Serious)
- 1966: Agent 3S3 pokert mit Moskau (Agente 3S3: Massacro al Sole) – Regie: Sergio Sollima
- 1966: Der Baron (The Baron) (Fernsehserie, 2 Folgen)
- 1966: Django kennt kein Erbarmen (Pochi Dollari per Django)
- 1966: Geh ins Bett, nicht in den Krieg (Non faccio la guerra, faccio l'amore)
- 1966: Judith
- 1967: Ein Dollar zwischen den Zähnen (Un dollaro tra i denti)
- 1967: Es geht um deinen Kopf, Amigo (Los cuatro salvajes)
- 1967: Gott vergibt – Django nie! (Dio perdona… Io no!)
- 1967: Die Zeit der Geier (Il tempo degli avvoltoi)
- 1968: Drei ausgekochte Halunken (I tre che sconvolsero il West) (Vado, vedo e sparo)
- 1968: Leichen pflastern seinen Weg (Il grande silenzio)
- 1968: Die Mafia-Story (Sequestro di persona) – Regie: Gianfranco Mingozzi
- 1968: Pancho Villa reitet (Villa Rides)
- 1968: Spiel mir das Lied vom Tod (C'era una volta il West)
- 1968: Töte alle und kehr allein zurück (Ammazzali tutti e torna solo)
- 1969: Der blauäugige Bandit (Barbagia (La società del malessere))
- 1969: Mord im schwarzen Cadillac (Femmine insaziabili)
- 1969: Sartana – Töten war sein täglich Brot (Sono Sartana, il vostro becchino)
- 1970: Als die Frauen noch Schwänze hatten (Quando le donne avevano la coda)
- 1970: Das Grauen kam aus dem Nebel (La morte risale a ieri sera)
- 1970: Die letzten Partisanen (Corbari) – Regie: Valentino Orsini
- 1970: Das lüsterne Quartett (The Lickerish Quartet)
- 1970: Metello - Regie: Mauro Bolognini
- 1972: Milano Kaliber 9 (Milano calibro 9)
- 1972: Toll trieben es die alten Germanen (Quando le donne persero la coda) – Regie: Pasquale Festa Campanile